# Zapada
Zapada is een geslacht van steenvliegen uit de familie beeksteenvliegen (Nemouridae). De wetenschappelijke naam van het geslacht is voor het eerst geldig gepubliceerd in 1952 door Ricker.

## Soorten
Zapada omvat de volgende soorten:
- Zapada chila (Ricker, 1952)
- Zapada cinctipes (Banks, 1897)
- Zapada columbiana (Claassen, 1923)
- Zapada cordillera (Baumann & Gaufin, 1971)
- Zapada frigida (Claassen, 1923)
- Zapada glacier (Baumann & Gaufin, 1971)
- Zapada haysi (Ricker, 1952)
- Zapada katahdin Baumann & Mingo, 1987
- Zapada oregonensis (Claassen, 1923)
- Zapada quadribranchiata (Zhiltzova, 1977)